# Toki pona
Toki pona je izolační umělý jazyk vytvořený kanadskou lingvistkou a překladatelkou Sonjou Lang jako filozofický jazyk, který má zjednodušit myšlení a komunikaci. V roce 2001 byl poprvé prezentován na internetu a v roce 2014 byl ve své kompletní formě publikován v knize Toki Pona: The Language of Good (tj. „Toki pona: Jazyk dobra“). Po publikaci se začala malá komunita mluvčích rozrůstat. Uživatelé se většinou pohybují v online chatovacích místnostech, na sociálních sítích nebo jiných skupinách, ale během let proběhlo také několik organizovaných osobních setkání.
Základním rysem toki pona je minimalismus. Soustředí se na jednoduché univerzální koncepty a snaží se vyjádřit co nejvíce s použitím co nejjednodušších prostředků. Má 120–125 slov a 14 hlásek, které jdou jednoduše vyslovit napříč různými jazyky. I když nebyla původně zamýšlena jako mezinárodní pomocný jazyk, může tak fungovat. Toki pona je inspirovaná taoistickou filozofií a snaží se pomáhat svým uživatelům soustředit se na základní věci. V souladu se Sapir–Whorfovou hypotézou má podporovat pozitivní myšlení. Navzdory malé slovní zásobě jsou si mluvčí schopni rozumět a komunikovat spolu, při čemž spoléhají hlavně na kontext a kombinace několika slov k vyjádření specifičtějších významů.

## Etymologie
Název jazyka se skládá ze slov toki (jazyk) a pona (dobrý/jednoduchý). toki pochází ze slova tok v jazyce tok pisin, které je samo vypůjčeno z anglického talk (mluvit). Druhá část názvu, pona, pochází z esperantského bona (dobrý), původně z latinského bonus.

## Cíl
Sonja Lang (dříve Sonja Elen Kisa) začala tvořit toki pona, aby si zjednodušila své myšlenky během deprese.
Jedním z hlavních cílů jazyka je minimalismus. Jazyk toki pona autorka navrhla tak, aby s co nejmenší složitostí dokázala vyjádřit co nejvíce. Podobně jako pidžin se soustředí na jednoduché koncepty a prvky, které jsou společné všem kulturám. Tvoří ji asi 120–125 slov a 14 hlásek, které byly vybrány tak, aby se jednoduše vyslovovaly mluvčím různých jazyků.
Další cíl toki pona čerpá z taoistické filozofie. Jeho smyslem je umožnit uživatelům jazyka soustředit se na základní věci tím, že odstraňuje nadbytečné prvky z myšlenkového procesu a redukuje koncepty na jejich základní prvky, které mohou být následně použity pro vytváření složitějších pojmů. To umožňuje uživatelům vidět základní podstatu a vliv věcí, o kterých mluví.
Na základě Sapir–Whorfovy hypotézy, která říká, že jazyk proměňuje lidské myšlení a chování, se toki pona snaží navodit pozitivní myšlení.
Dalším záměrem je, aby si uživatelé uvědomovali přítomný okamžik a aby věnovali více pozornosti okolí a slovům, která lidé používají. Podle autorky by toki pona měla být také „zábavná a roztomilá“.
Přestože jazyk toki pona nevytvořila jako mezinárodní pomocný jazyk, pro komunikaci ji používají lidé z různých částí světa.

## Historie
První verzi toki pona zveřejnila Sonja Lang na internetu v roce 2001. Jazyk se rychle stal populárním, nově vzniklá komunita působila ze začátku hlavně ve skupině na Yahoo!. Členové spolu diskutovali anglicky, pomocí toki pona nebo esperanta, navrhovali změny v jazyce a mluvili o materiálech dostupných na webové stránce tokipona.org. Na svém vrcholu měla skupina něco málo přes 500 členů. Zprávy z této skupiny jsou archivovány na fóru toki pona.
Český esperantista Marek Blahuš v roce 2013 přeložil online španělské lekce toki pona do esperanta a vydal je v nakladatelství Espero. Kniha Toki pona en 76 ilustritaj lecionoj (tj. „Toki pona v 76 ilustrovaných lekcích“) se tak stala první tištěnou učebnicí toki pona. Poprvé se prodávala na Letní škole esperanta na Slovensku.
V roce 2014 vydala Lang oficiální knihu s názvem Toki Pona: The Language of Good (tj. „Toki pona: Jazyk dobra“). Této knize se v komunitě občas říká „pu“. V roce 2016 ji autorka přeložila do francouzštiny. Členové komunity během své existence vytvořili různé materiály, ale hlavními zdroji pro studování jazyka zůstávají oficiální kniha a online lekce Bryanta Knighta (známý také jako jan Pije), který byl jeden z prvních uživatelů toki pona. Starší verze jeho lekcí je dostupná i ve slovenštině.
V roce 2008 požádali členové komunity o přidělení jazykového kódu ISO 639-3. Komise tento návrh zamítla, jelikož jazyk považovala za příliš mladý. Další žádost zamítla v roce 2018, protože toki pona podle ní „není užívána v dostatečně rozmanitých oblastech ani pro komunikaci v komunitě, která zahrnuje všechny věkové kategorie“. Třetí žádost podaná v srpnu 2021 nakonec byla vyřízena kladně a jazyku byl v lednu 2022 přidělen ISO-kód „tok“.
Jazykem toki pona se zabývaly některé vědecké práce a využila se také pro umělou inteligenci, software a jako terapeutická metoda pro zbavení se negativních myšlenek tím, že si pacienti zapisovali své myšlenky do deníku. V roce 2010 vybrali vědci toki pona pro první verzi slovníku pro projekt ROILA. Touto studií chtěli zkoumat vliv užití umělého jazyka na přesnost strojového rozpoznávání řeči. Zjistili, že upravený slovník toki pona si vedl lépe než anglický.

## Fonologie a fonotaktika

### Inventář
Toki pona má devět souhlásek (/p, t, k, s, m, n, l, j, w/) a pět samohlásek (/a, e, i, o, u/), s hodnotami, které mají i v mezinárodní fonetické abecedě. Přízvuk stojí vždy na první slabice slova. Nevyskytují se žádné dvojhlásky, kontrastující délka samohlásek, souhláskové skupiny ani tóny. Hlásky i pravidla jejich kombinací jsou kompatibilní s většinou jazyků a jsou proto snadno realizovatelné.
|             | Labiální | Koronální | Dorzální |
| ----------- | -------- | --------- | -------- |
| Nazála      | m        | n         |          |
| Ploziva     | p        | t         | k        |
| Frikativa   |          | s         |          |
| Aproximanta | w        | l         | j        |

|          | Přední | Zadní |
| -------- | ------ | ----- |
| Uzavřená | i      | u     |
| Středová | e      | o     |
| Otevřená | a      | a     |

### Distribuce
Statistická distribuce samohlásek je vzhledem k ostatním jazykům poměrně typická. Při započtení každého slova toki pona jednou dostaneme následující poměry frekvence: 32 % /a/, 25 % /i/, 15 % /e/, 15 % /o/, 10 % /u/.

### Struktura slabik
Všechny slabiky mají strukturu (C)V(N), tj. volitelná souhláska + samohláska + volitelná nosovka. Slabiky tak mohou mít formu V, CV, VN nebo CVN. Podobně jako ve většině světových jazyků je nejčastějším typem slabiky CV. Pokud počítáme každé slovo toki pona jednou, tento typ tvoří 75 % všech slabik. Slabiky s formou V a CVN tvoří každá asi 10 % a pouze pět slov (2 % slabik) má tvar VN.
Většina slov (70 %) je dvojslabičných, okolo 20 % slov je jednoslabičných a 10 % tvoří slova tříslabičná.

### Fonotaktická pravidla
Následující sledy hlásek nejsou v jazyce povoleny: */ji, wu, wo, ti/. Dále za finální nosovkou ve slabice nemůže ve stejném slově následovat /m/ nebo /n/. 20 % slov má na začátku samohlásku. Slabiky, které nejsou na začátku slova, musejí začínat na souhlásku.
Vlastní jména musí dodržovat stejná pravidla jako ostatní slova toki pona a pomocí příručky se konvertují na přídavná jména. Jako základ pro hláskové přizpůsobení se bere místní nebo i hovorová výslovnost.

### Alofonie
Nosovka na konci slabiky může být vyslovena jako jakákoli nosovka, i když nejčastěji se asimiluje k následující souhlásce. Typicky se tedy vyskytuje jako [n] před /n/, /t/, /s/ nebo /l/, jako [m] před /m/, /p/ nebo /w/, jako [ŋ] před /k/ a jako [ɲ] před /j/.
Díky svému malému inventáři fonémů umožňuje toki pona poměrně velkou alofonickou variaci. Např. /p t k/ se může vyslovovat jako [p t k] i jako [b d g], /s/ jako [s] nebo [z], /l/ jako [l] nebo [r] a samohlásky mohou být jak krátké, tak dlouhé.

## Systém psaní
Pro zapisování toki pona se používá 14 písmen latinské abecedy (a e i j k l m n o p s t u w). Všechna mají stejné hodnoty, které zastupují v mezinárodní fonetické abecedě. Vyslovují se stejně jako v češtině s tím, že „w“ se může číst jako anglické /w/ či české jednoduché /v/. Velká písmena se používají pouze k označení cizích slov. Běžná slova toki pona se píší vždy malým písmenem, a to i na začátku věty.

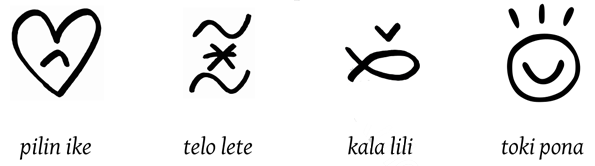
Rozvinuté symboly písma sitelen pona

Vedle nejpoužívanější latinky existují také dva logografické systémy psaní, sitelen pona a sitelen sitelen, které byly představeny v oficiální knize. sitelen pona, ve kterém je každé slovo reprezentované svým vlastním symbolem, navrhla sama Lang. Vlastní jména se píšou do speciální kartuše pomocí řady symbolů, z nichž každý symbol reprezentuje první písmeno slova, které zastupuje. Symboly představující jedno přídavné jméno mohou být vepsány dovnitř nebo nad symbol předcházejícího slova, které rozvíjejí. Symbol toki pona je napsán v sitelen pona, kde symbol pro pona je umístěn uvnitř symbolu toki.

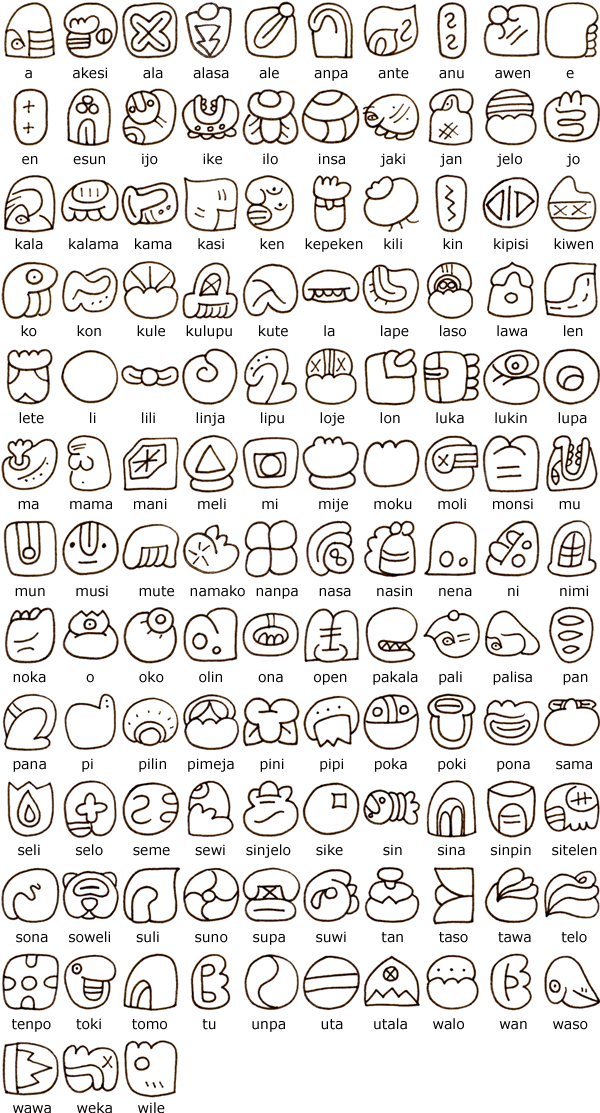
Symboly pro slova v systému sitelen sitelen

Druhý systém, sitelen sitelen, vytvořil Jonathan Gabel. Je více propracovaný a svým vzhledem připomíná mayské písmo. Tento nelineární logografický systém používá dvě rozdílné metody tvoření slov: obrázky představující celá slova a obrázky představující slabiky, které se skládají z grafémů reprezentujících každý foném. Obtížnost používání tohoto systému spolu s přitažlivým designem si klade za cíl přimět jeho uživatele zpomalit a prozkoumat, jak nejen jazyk, ale také metoda komunikace může ovlivnit jejich myšlení.
Někteří nadšenci z komunity přizpůsobili také jiná písma pro psaní toki pona, např. korejský hangul nebo fiktivní písmo J. R. R. Tolkiena, Tengwar.

## Gramatika
Toki pona má slovosled typu SVO (podmět (S) – přísudek (V) – předmět (O)). Částice li stojí před přísudky, e před přímými předměty, předložkové fráze stojí za předměty a částice la, která dodává kontext, stojí před podmětem.
Některá slova se považují za částice a slouží gramatickým funkcím, zatímco jiná mají lexikální význam. Lexikální slova nespadají do vymezených slovních druhů, ale obvykle mohou být podle kontextu a jejich pozice ve frázi použita jako podstatná jména, přídavná jména, slovesa i citoslovce. Např. ona li moku může znamenat „oni jedli“ nebo „ono je jídlo“.

### Větná struktura
Větu může tvořit citoslovce, oznamovací věta, přání/rozkaz nebo otázka.
K citoslovcím, která mohou samy tvořit větu, patří např. a, ala, ike, jaki, mu, o, pakala, pona nebo toki.
Oznamovací věty dodržují pořadí podmětu a přísudku a na začátku navíc mohou mít kontextovou frázi s la. Před přísudkem vždy stojí částice li, kromě případu, kdy je podmětem samotné zájmeno mi nebo sina. Částice přímého předmětu e, která je zhruba ekvivalentní českému 4. pádu, stojí před přímými předměty. Pokud je přísudků nebo předmětů více, musí před každým z nich být další li nebo e. Oslovovací fráze stojí před hlavní větou a jsou zakončeny částicí o.
V příkazech stojí částice o před slovesem a pro vyjádření přání může také nahradit li nebo ihned následovat podměty mi nebo sina, za kterými částice li není.
Existují dva způsoby, jak tvořit otázky ano/ne. Tím prvním je použít konstrukci „sloveso ala sloveso“, kde ala stojí mezi zdvojeným slovesem či pomocným slovesem. Dalším způsobem tvoření otázek je použití spojení anu seme? (dosl. „nebo co?“) na konci věty. Otázky se nemohou tvořit pouhým přidáním otazníku na konec věty.
Otevřené otázky se tvoří nahrazením neznámé informace tázacím slovem seme.

### Zájmena
Toki pona má základní zájmena: mi (první osoba), sina (druhá osoba) a ona (třetí osoba).
Tato zájmena nespecifikují číslo ani rod. Zájmeno ona tak může znamenat „on“, „ona“, „ono“ nebo „oni“. Mluvčí toki pona v praxi pro vyjádření „my“ používají slovní spojení mi mute, i když číslo se dá snadno z kontextu rozeznat, tudíž použití slova mute může být nadbytečné. Stejně tak ona mute může znamenat „oni“ a sina mute by znamenalo „vy“.
Pokaždé, když je podmětem věty samostatné zájmeno mi nebo sina, vynechá se částice li oddělující podmět a přísudek.

### Podstatná jména
Kvůli svému malému slovníku spoléhá toki pona na jmenné fráze, kde se přidáním dalšího slova rozvine podstatné jméno, čímž vznikají složitější významy. Typickým příkladem je kombinace slov jan (člověk) a utala (bojovat), z čehož vznikne jan utala (voják, bojovník). [viz Přídavná jména níže]
Podstatná jména nepodléhají skloňování s ohledem na číslo. jan tak v závislosti na kontextu může znamenat „člověk“, „lidé“, „lidská rasa“ nebo „někdo“.
Toki pona nepoužívá izolovaná vlastní podstatná jména. Místo toho musí být použita ve funkci přívlastku a musí tedy rozvíjet předcházející podstatné jméno. Jména lidí a míst se tudíž používají jako přívlastky obecných slov pro „člověk“ a „místo“, např. ma Kanata (dosl. „stát kanadský“).

### Přídavná jména
Pokud je třeba podmět či předmět konkretizovat nebo mu přiřadit nějakou vlastnost, vloží se za něj další slovo a vznikne tak složený výraz. Tyto výrazy v toki pona tedy začínají hlavou a přívlastky následují slovo, které rozvíjí. Tento rys je podobný typickému pořadí přídavných jmen ve španělštině nebo arabštině. Proto soweli utala, doslova „zvíře boje“ je „bojující zvíře“, zatímco utala soweli, doslova „boj zvířete“ znamená „zvířecí bitvu“.
Když se k výrazu přidá další slovo, např. jan pona lukin, tento přívlastek se vztahuje k celému výrazu před ní, tudíž ((jan pona) lukin) znamená „přítel sledující“, spíše než (jan (pona lukin)), „člověk hezky vypadající“.
Složené výrazy lze skládat také s pomocí jiných složených výrazů. Částice pi může být umístěna za hlavu fráze a před přívlastky, aby je seskupila do jiné fráze, která bude fungovat jako jednotka a rozvíjet hlavu, takže jan pi pona lukin = (jan pi (pona lukin)), „dobře vypadající člověk“. V tomto případě lukin rozvíjí pona a vzniklá fráze pona lukin jako celek poté rozvíjí slovo jan.
Ukazovací zájmena, číslovky a přivlastňovací zájmena stojí za hlavou, stejně jako ostatní rozvíjející členy.

### Číslovky
| Toki pona        | Česky |
| ---------------- | ----- |
| wan, ⚀           | jeden |
| tu, ⚁            | dva   |
| wan tu, ⚀⚁       | tři   |
| tu tu, ⚁⚁        | čtyři |
| luka, ⎡          | pět   |
| luka wan, ⎡⚀     | šest  |
| luka tu, ⎡⚁      | sedm  |
| luka wan tu, ⎡⚀⚁ | osm   |
| luka tu tu, ⎡⚁⚁  | devět |
| luka luka, ⎡⎡    | deset |

### Slovesa
Toki pona nemá žádné ohýbání, nečasuje tedy ani slovesa pro vyjádření osoby, čísla, času, způsobu nebo rodu. Osoba je odvozena z podmětu a čas je odvozen z kontextu nebo časového příslovce, který tvoří větu vedlejší.
Jako slovesa mohou být používány také předložky. Např. tawa jako předložka znamená „k“ a jako sloveso znamená „jít“, „pohnout“ nebo „jít k“. Předložka lon znamená „v“ nebo „na“ a v případě slovesa znamená „být v/na“, „existovat“ nebo „být pravdivé“. kepeken znamená „s“ (ve smyslu užití nějakého nástroje) jako předložka a „používat“ jako sloveso. Slovesa z předložek následují předměty bez částice e, podobně jako když jsou užity ve smyslu předložek.

## Slovní zásoba

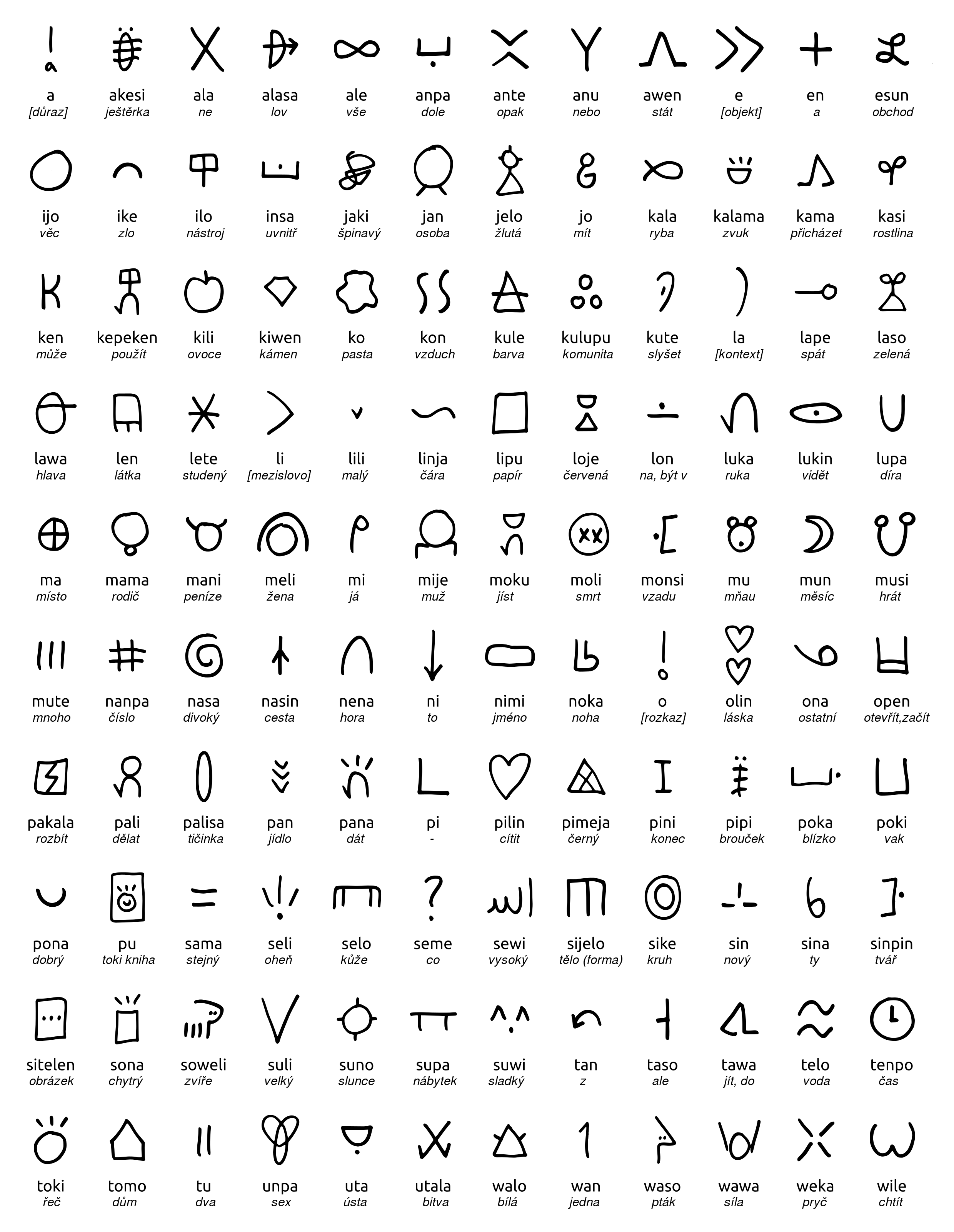
Seznam slov toki pona spolu s jejich symboly v písmu sitelen pona a zjednodušeným českým překladem

Obvykle se uvádí, že toki pona má okolo 120, 123 nebo 125 kořenových slov, z nichž každé je polysémní a může být chápáno jako skupina příbuzných konceptů. Slovo suli tedy nemusí znamenat jen „velký“ nebo „dlouhý“, ale také „důležitý“. Užívání slov je silně závislé na kontextu a metafoře. Pro vyjádření složitějších pojmů se slova mohou kombinovat. Např. jan pona, doslova „dobrý/přátelský člověk“ může znamenat „přítel“ a telo nasa, doslova „zvláštní voda“ nebo „bláznivá tekutina“ může podle kontextu znamenat „alkohol“ nebo „alkoholický nápoj“. Sloveso „učit“ může být vyjádřeno pomocí spojení slov pana e sona, doslovně „dávat vědění“. V podstatě identické koncepty se mohou vyjádřit různými slovy, jelikož jejich výběr záleží na vnímání a zkušenosti mluvčího.

Mnoho barev se dá vyjádřit pomocí subtraktivního míchání

### Barvy
Toki pona má pět základních slov pro barvy: pimeja (černá), walo (bílá), loje (červená), jelo (žlutá) a laso (modrá a zelená). Přestože tato zjednodušená konceptualizace barev má tendenci vyloučit některé barvy běžně vyjadřované v západních jazycích, mluvčí je někdy kombinují, aby vytvořili barvy specifičtější. Např. „fialová“ se může vyjádřit kombinací slov laso a loje. Spojení laso loje znamená „načervenalá modrá“ a loje laso potom znamená „namodralá červená“.

### Číslovky
Toki pona má slova pro jedna (wan), dvě (tu) a mnoho (mute). Dále slovo ala může znamenat nulu, i když doslovně znamená „žádný“ nebo „nic“ a ale/ali („všechno“) může vyjadřovat obrovské množství nebo nekonečno.
Nejjednodušší číselný systém využívá těchto pět slov k vyjádření jakéhokoli množství. Pro čísla větší než dvě mluvčí používají mute, což znamená „mnoho“.
O trochu složitější systém vyjadřuje větší čísla jejich postupným přidáváním. Vznikají tak spojení jako tu wan pro tři, tu tu pro čtyři atd., což je záměrně nepraktický způsob pro vyjadřování velkých čísel.
V oficiální knize Lang dále představila alternativní systém pro větší čísla, který využívá slova luka (dosl. „ruka“) pro označení „pět“, mute (dosl. „mnoho“) pro označení „dvacet“ a ale (dosl. „všechno“) pro označení „sto“. Spojení ale tu by tak znamenalo „102“ a „78“ by se vyjádřilo jako mute mute mute luka luka luka tu wan.

### Historie slov

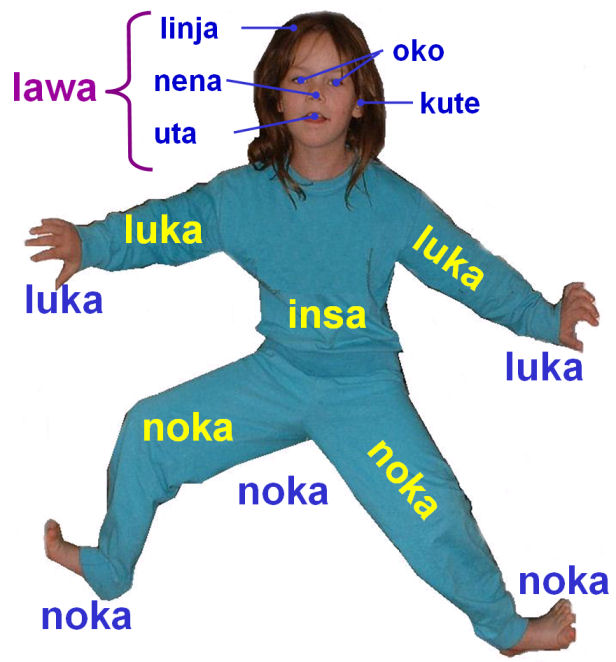
Názvy částí těla v toki pona

Některá slova v toki pona mají zastaralá synonyma, např. slovo kapa autorka v začátcích z neznámých důvodů nahradila slovem nena (výčnělek). Později zájmeno ona představila jako náhradu za iki (on, ona, ono, oni), protože si jej mluvčí občas pletli s ike (špatný).
Podobně přidala ali jako alternativu k ale (všechno), aby se mluvčím, kteří foneticky redukují nepřízvučné samohlásky, nepletlo s ala (žádný, ne), i když obě formy se stále používají.
Slovo oko původně znamenalo totéž co v češtině, tedy „oko“, a slovo lukin se používalo výhradně jako sloveso „vidět“. Tyto významy se později sloučily do lukin, přičemž oko zůstalo jeho možnou alternativou. Většina uživatelů je ovšem stále používá podle původních definic.
Slova, která Lang jednoduše odstranila ze slovní zásoby, zahrnují leko (blok, schody), monsuta (netvor, strach), majuna (starý) a pata (sourozenec).
Kromě nena a ona, které nahradily existující slova, se k původním 118 slovům přidalo několik slov nových: pan (obilí, chléb, těstoviny, rýže), esun (trh, obchod, řemeslo), alasa (lovit, sbírat), kipisi (řezat) a namako (navíc, dodatečný, koření), což je alternativa pro sin (nový).
Slova kipisi, majuna a monsuta se nyní považují za zastaralé, protože Sonja Lang je do své knihy nakonec nezahrnula.

### Původ

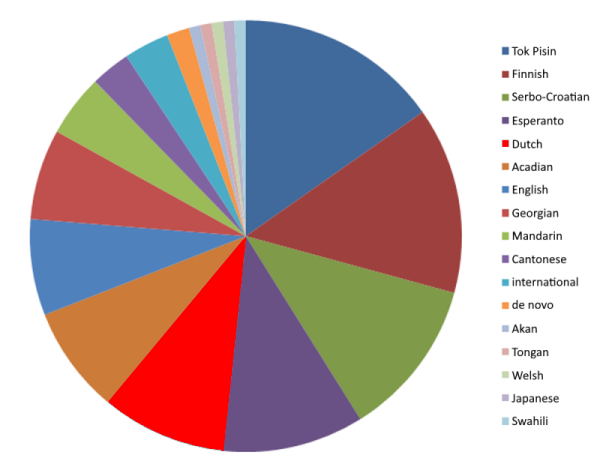
Původ slov v toki pona podle jazyka. Zastaralá slova nejsou zahrnuta

Většina slov toki pona pochází z angličtiny, jazyka tok pisin, finštiny, gruzínštiny, nizozemštiny, akkadské francouzštiny, esperanta, chorvatštiny a pár z nich také ze standardní a kantonské čínštiny.
Z mnoha odvozenin lze na první pohled poznat jejich původ, např. oko je identické se slovanským „oko“ a podobá se také dalším slovům se společným původem jako třeba španělskému ojo, italskému occhio nebo anglickému ocular. Podobně slovo toki (mluva, jazyk) je podobné svému originálu tok z jazyka tok pisin, které samotné pochází z anglického talk. pona (dobrý, pozitivní) potom pochází z esperantského bona, které reflektuje obecné románské bon, buona, anglické bonus, atd. Jasný původ slov je ovšem často zastřen změnami ve výslovnosti a pravopisu způsobené jednoduchým fonetickým systémem. Např. slovo lape (spát, odpočívat) pochází z nizozemského slapen a má stejný původ jako anglické sleep.
Mezi slova vypůjčené z chorvatštiny, která se zároveň podobají slovům českým, patří např. luka (ruka), noka (noha), již zmíněné oko, ona (on, ona, ono, oni), palisa (tyč, „palice“), poka (bok) nebo uta (ústa).
Ačkoli pouze u 14 slov (12 % z celkové slovní zásoby) je uvedeno, že pochází z angličtiny, velké množství slov z jazyka tok pisin, esperanta a jiných jsou viditelnými anglickými kognáty, takže podíl zásoby, který anglický mluvčí může rozpoznat, je cca 30 %. Z jiných jazyků tvoří slovník z 15 % tok pisin, ze 14 % finština a esperanto, 12 % tvoří chorvatština, 10 % akkadská francouzština, 9 % nizozemština, 8 % gruzínština, 5 % standardní čínština, 3 % kantonská čínština, po jednom slově pochází slovník také z velštiny, tongánštiny (anglická výpůjčka), akanštiny, a z neznámého jazyka (zřejmě svahilštiny). Čtyři slova jsou hláskově symbolická (dvě z angličtiny, jedno z japonštiny a jedno vymyšlené) a jedno další slovo je zcela vymyšlené (částice e).

### Znakovaná toki pona

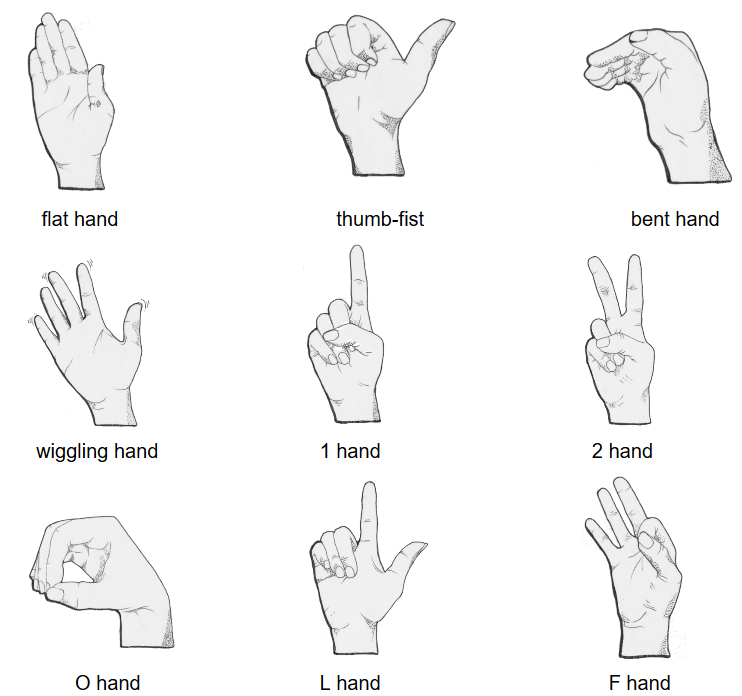
Tvary rukou ve znakované toki pona

Znakovaná toki pona, neboli toki pona luka, je manuálně kódovaná forma toki pona. Každé slovo a písmeno má svůj vlastní znak, který je rozlišen tvarem ruky, její pozicí na těle, orientací dlaně nebo prstu a užitím jedné či dvou rukou. Většina znaků se provádí pravou rukou na daném místě, ale několik znaků se provádí taktéž symetricky oběma rukama zároveň.
Při skládání věty se každý znak provede ve stejném slovosledu a se stejnou gramatikou jako v běžné toki pona.

## Komunita
Toki pona je poměrně známá mezi esperantisty, kteří na svých setkáních často nabízejí kurzy nebo konverzační skupiny. V roce 2007 oznámila Sonja Lang, že jazykem toki pona mluví nejméně 100 lidí plynule, a dále odhadla, že několik stovek má základní znalosti tohoto jazyka. Massachusettský technologický institut několikrát nabízel jednohodinové kurzy toki pona. Podobné rychlokurzy se vyučovaly v letech 2018 a 2019 i na mezinárodním festivalu jazyků LingvaFest' v Bratislavě.
V roce 2015 se devět mluvčích toki pona z pěti různých zemí zúčastnilo setkání v Brně. Součástí bylo studium jazyka, hry, konverzace, prohlídka města, videohovor s autorkou nebo prezentace Marka Blahuše o historii České republiky.
Jazyk se používá hlavně online na sociálních sítích, ve fórech a jiných skupinách. Od roku 2002 do roku 2009 existovala skupina na Yahoo!, kterou autorka následně přesunula na fórum toki pona. Krátce existovala i Wikipedie psaná v toki pona (nazývána „Wikipesija“). Tu ovšem v roce 2004 zrušil jeden ze zakladatelů Wikipedie Jimmy Wales a přesunul ji na stránku Wikia.
Na Facebooku se uživatelé sdružují také do dvou velkých skupin – jedna z nich slouží pro konverzaci v toki pona a angličtině, druhá pro konverzaci pouze v toki pona. V roce 2019 měla první z nich přes 4000 členů. Mezi další využívané platformy patří také např. Reddit, kde v roce 2019 bylo kolem 2400 členů, a Amikumu, které ve stejném roce zaznamenalo kolem 550 uživatelů. Členové komunity jsou také aktivní v chatovacích místnostech na stránkách Discord, Telegram a jiných sociálních sítích jako je Twitter.

## Ukázkové texty
mama pi mi mute (Otčenáš)

mama pi mi mute o, sina lon sewi kon.

nimi sina li sewi.

ma sina o kama.

jan o pali e wile sina lon sewi kon en lon ma.

o pana e moku pi tenpo suno ni tawa mi mute.

o weka e pali ike mi. sama la mi weka e pali ike pi jan ante.

o lawa ala e mi tawa ike.

o lawa e mi tan ike.

tenpo ali la sina jo e ma e wawa e pona.

Amen.

ma tomo Pape (Příběh o babylonské věži)

jan ali li kepeken e toki sama.
jan li kama tawa nasin pi kama suno li kama tawa ma Sinale li awen lon ni.
jan li toki e ni: „o kama! mi mute o pali e kiwen. o seli e ona“.
jan mute li toki e ni: „o kama! mi mute o pali e tomo mute e tomo palisa suli. sewi pi tomo palisa li lon sewi kon. nimi pi mi mute o kama suli! mi wile ala e ni: mi mute li lon ma ante mute“.
jan sewi Jawe li kama anpa li lukin e ma tomo e tomo palisa.
jan sewi Jawe li toki e ni: “jan li lon ma wan li kepeken e toki sama li pali e tomo palisa. tenpo ni la ona li ken pali e ijo ike mute. mi wile tawa anpa li wile pakala e toki pi jan mute ni. mi wile e ni: jan li sona ala e toki pi jan ante“.
jan sewi Jawe li kama e ni: jan li lon ma mute li ken ala pali e tomo.
nimi pi ma tomo ni li Pape tan ni: jan sewi Jawe li pakala e toki pi jan ali. jan sewi Jawe li tawa e jan tawa ma mute tan ma tomo Pape.

| wan taso ijo li moku e mi. mi wile pakala. pimeja li tawa insa kon mi. jan ala li ken sona e pilin ike mi. toki musi o, sina jan pona mi wan taso. telo pimeja ni li telo loje mi, li ale mi. tenpo ale la pimeja li lon. | Sám Jsem pohlcován. Musím ničit. Temnota zaplňuje mou duši. Nikdo nemůže porozumět mému utrpení. Ó poezie! Můj jediný příteli. Tento inkoust je moje krev, je můj život. A Temnota bude vládnout navždy. |

## Vzorový text

### Všeobecná deklarace lidských práv
| toki pona | jan ale/ali li kama lon nasin ni: ona li ken pali e wile ona. ona li jo e suli jan sama e ken sama. ona li jo e sona pona e lawa insa pi pali pona. ni la, ona li wile pali tawa jan ante ale/ali kepeken nasin olin. |
| česky     | Všichni lidé se rodí svobodní a sobě rovní co do důstojnosti a práv. Jsou nadáni rozumem a svědomím a mají spolu jednat v duchu bratrství.                                                                            |